# 1. april
1. april er dag 91 i året i den gregorianske kalender (dag 92 i skudår). Der er 274 dage tilbage af året.
Hugos dag. Hugo fra Grenoble i Frankrig var så from, at han altid græd over verdens ondskab. Han havde også lovet, aldrig at nærme sig en kvinde – hvilket han skulle have overholdt i 50 år, til sin død i 1132.
1. april er også dagen hvor det er tilladt at "drive gæk" og drille andre folk. Man må lave aprilsnar.
Indtil 1978 gik det danske finansår fra 1. april til 31. marts. Siden 1979 har det fulgt kalenderåret fra 1. januar til 31. december.

### Begivenheder
Født - Dødsfald
- 1340 - Den otte år lange holstenske dominans i Danmark lider nederlag, da væbneren Niels Ebbesen dræber grev Gerhard (Den kullede greve) i Randers
- 1851 - Danmarks første frimærke tages i brug. Værdien er på 4 rigsbankskilling.
- 1857 - Øresundstolden ophæves. Tolden var blevet indført i 1429.
- 1901 - Rengøringskoncernen ISS bliver stiftet.
- 1916 - Metersystemet bliver det eneste lovlige målesystem i Danmark.
- 1917 - Mel og brød rationeres i Danmark. På grund af varemangel begrænses forbruget af mel og brød til 8 kg rugbrød og 4 kg hvedebrød pr. person om måneden. Til hårdtarbejdende er der dog 4 kg rugbrød ekstra om måneden.
- 1918 - Det britiske luftvåben Royal Air Force dannes ved sammenlægningen af flådens Royal Naval Air Service og hærens Royal Flying Corps.
- 1918 - Verdens første internationale luftpostrute åbnes mellem Wien i Østrig og Kijev i Sovjetunionen med flere mellemstationer.
- 1920 - Statsradiofonien (Danmarks Radio) stiftes.
- 1925 - Staten overtager al radiospredning i Danmark.
- 1939 - Den spanske borgerkrig slutter officielt, da Francisco Franco og nationalisterne proklamerer deres sejr. Den knap tre år lange borgerkrig har kostet 600.000 dødsofre, og omkring en halv million spaniere er blevet tvunget i landflygtighed.
- 1948 - Færøerne opnår selvstyre fra Danmark.
- 1952 - Pave Pius 12. vender sig imod de moderne danse og beskylder dem for at opmuntre til syndig levevis.
- 1957 - Folkepensionen indføres i Danmark.
- 1960 - USA opsender verdens første vejrsatellit, Tiros 1.
- 1965 - TV-Byen i Gyngemosen i Gladsaxe bliver indviet af kong Frederik 9.
- 1969 - Arbejdsanvisningen får nyt navn: Arbejdsformidlingen.
- 1973 - Danskerne siger farvel til de to mindste mønter (1- og 2-ørene), der tages ud af cirkulation.
- 1973 - Københavns Lufthavn, Roskilde i Tune indvies.
- 1976 - Bistandsloven træder i kraft i Danmark.
- 1976 - Apple Computers stiftes af Steve Jobs og Steve Wozniak.
- 1978 - Efter 90 års amatørfodbold i Danmark spilles den første professionelle turneringskamp. I Københavns Idrætspark vinder B.93 3-1 over AGF i 1. division.
- 1979 - Irans religiøse leder, ayatollah Ruhollah Khomeini, udråber Iran til islamisk republik og afskaffer dermed 2.500 års monarki.
- 1987 - Energidrikken Red Bull introduceres for første gang.
- 1993 - Prins Joachim overtager officielt godset Schackenborg ved Møgeltønder.
- 1998 - Politiets Efterretningstjeneste indrømmer ulovlige aflytninger af lovlige venstrefløjspartier.
- 2001 - Den tidligere jugoslaviske præsident Slobodan Milosevic bliver anholdt og arresteret i Beograd, anklaget for folkemord, forbrydelser mod menneskeheden og overtrædelser af Geneve-konventionen.
- 2002 - Som det første land i verden legaliserer Holland aktiv dødshjælp, da lovgivning herom træder i kraft.
- 2008 - Danmarkshistoriens største røveri bliver begået, da røvere stikker af med 62 millioner kroner fra en pengecentral i Glostrup.
- 2010 - Premierministeren i Guinea-Bissau, Carlos Gomes Júnior sættes i husarrest af dele af landets militær under ledelse af næstkommanderende i hæren Antonio Indjai.

### Født
- 1815 - Otto von Bismarck, det tyske kejserriges første rigskansler (død 1898).
- 1866 - Ferruccio Busoni, italiensk-tysk komponist og pianist (død 1924).
- 1908 - Abraham Maslow, psykolog, Maslow's behovspyramide (død 1970).
- 1920 - Toshirō Mifune, japansk skuespiller (død 1997).
- 1929 - Milan Kundera, tjekkisk forfatter (død 2023).
- 1932 - Debbie Reynolds, amerikansk skuespillerinde (død 2016).
- 1935 - Mogens Frohn Nielsen, dansk skipper på skoleskibet Fulton (død 2010).
- 1939 - Ali MacGraw, skuespillerinde.
- 1947 - Charlotte Ammundsen, dansk politiker og borgmester (død 2003).
- 1947 - Søren Gericke, dansk kok.
- 1948 - Jimmy Cliff, (James Chambers), sanger, i Somerton, Jamaica
- 1954 - Mats Ronander, svensk guitarist og sanger.
- 1956 - Regner Grasten, dansk filmproducent.
- 1961 - Kaie Kõrb, estisk ballerina
- 1965 - Brian Nielsen, tidligere dansk sværvægtsbokser.
- 1966 - Chris Evans, britisk programvært.
- 1968 - Alexander Stubb, finsk udenrigsminister
- 1971 - Karl Bille, dansk skuespiller.
- 1974 - Paolo Bettini, italiensk cykelrytter.
- 1975 - Michael Poulsen, forsanger i rockgruppen Volbeat.
- 1979 - Ivano Balic, kroatisk håndboldspiller, kåret til verdens bedste håndboldspiller to gange.
- 1997 - Asa Butterfield, engelsk skuespiller.

### Dødsfald
- 1917 - Scott Joplin, amerikansk ragtime-pianist og -komponist (født 1868).
- 1947 - Georg 2., græsk konge (født 1890).
- 1967 - Sixten Sason, svensk industridesigner (født 1912).
- 1976 - Max Ernst, tysk maler, grafiker og skulpturmager (født 1891).
- 1979 - Jakob Nielsen, dansk skuespiller (født 1900).
- 1984 - Marvin Gaye, amerikansk sanger og guitarist (født 1939) - skuddræbt.
- 2003 - Leslie Cheung, kinesisk musiker og skuespiller (født 1956).
- 2014 - Anker Buch, dansk violinist (født 1940).
- 2015 - Misao Okawa, japanske kvinde, var verdens ældste levende person (født 1898).
- 2015 - Cynthia Powell, tidligere hustru af John Lennon, mor til Julian Lennon (født 1939).
- 2015 - Nicolae Rainea, rumænsk fodbolddommer (født 1933).
- 2023 - Dario Campeotto, dansk sanger og entertainer (født 1939).